# 杨昊 (足球运动员)
杨昊（1983年8月19日—），已退役的中国足球运动员，前国家队球员，司职中场，现为新媒体从业者及青训教练。

## 职业生涯

### 青年队
杨昊是北京国安青训系统培养的球员，曾担任1983年龄组的队长。2000年，杨昊入选了当时由高洪波执掌的中国U17国少队，并随队在亚洲少年足球锦标赛小组赛中淘汰韩国队。2002年，作为当时王宝山率领的U19国青队队长，杨昊未能带领球队杀入四强。他青年队生涯也随即结束。

### 俱乐部
2003年，杨昊在北京国安队逐步获得了主力替补的地位。他的一脚直接任意球攻门成为了北京国安队当时有效的进攻手段。在2003年中国足协杯半决赛中，杨昊先是在本方禁区犯规，送给对手沈阳金德扳平的点球，随即他在加时赛中将功补过，一脚直接任意球洞穿沈阳队球门，以金球将北京国安队送入决赛。在决赛中，杨昊又攻入一球，帮助北京国安队以3：0的比分战胜大连实德队，捧得该季足协杯冠军。
随后的几年，杨昊由于自身的伤病以及国安队中场人员的冗余，出场机会并不太多。但是在有限的时间里，他的拼抢和插上意识还是打动了中国国家男子足球队主教练高洪波。2009年他首次为国家队出战，并在随后的几场比赛中收获进球，奠定了自己先发主力的位置。同年，杨昊也随北京国安队夺得了该赛季中超联赛冠军。
2011年1月，杨昊随国家队出征亚洲杯足球赛失利后，选择不与北京国安队续约成为自由球员。1月底，杨昊和中超升班马广州恒大签约。
2011年12月26日，广州恒大相中赵旭日，遂以杨昊加上现金与贵州人和作出交换，于是杨昊加盟贵州人和。
2014年7月8日，江苏舜天官方微博宣布杨昊正式转会，加盟江苏舜天，合同期两年半，球衣号码37号。
2017年7月14日，中乙联赛球队陕西长安竞技在其官方微博上宣布，杨昊与胥栩两名内援加盟球队，两人将分别身披20与22号球衣。俱乐部陷入财政困难后，杨昊在遭欠薪下仍完成了2022赛季。2023年初陕西长安竞技解散，杨昊选择退役，并转行从事新媒体。

## 国家队
- 2009年杨昊入选中国国家队[2]。
- 2009年6月1日友谊赛对阵伊朗是他的第一场国际A级赛。
- 2009年7月18日友谊赛对阵巴勒斯坦，他在天津球迷的“嘘声”中[3]攻入本队第三粒入球，这粒入球也是他为中国国家队打入的首粒入球。
- 2010年随国家队夺得东亚足球锦标赛冠军。
- 2011年随国家队出战亚洲杯足球赛，三场比赛均为先发球员。

## 国家队进球
- 仅列出国际A级比赛进球

| 时间          | 地点   | 对手     | 比分         | 赛事   | 进球(累计) |
| ------------- | ------ | -------- | ------------ | ------ | ---------- |
| 2009年7月18日 | 天 津  | 巴勒斯坦 | 3-1          | 友谊赛 | 1( 1)      |
| 2009年8月12日 | 新加坡 | 新加坡   | 1-1(点球4-3) | 友谊赛 | 1( 2)      |

## 轶事
杨昊退役后从事新媒体，在世界杯预选赛中国队主场对阵韩国队的赛前发布会上，作为记者向台上的前队友张琳芃发问。